# 反台網上言論
反台網上言論，一般指中国大陆民众对中华民国（台湾）政府以至台湾人的反感、敌视的網上言論。
进入2010年代，中国大陆反台独情绪高涨。同时，反台、仇台網上言論产生。美國之音認為隨著習近平出任中共中央總書記上台執政之後，因极端民族主义的发展，中国大陆民间已普遍存在反台、仇台網上言論。2016年时，中共中央台湾工作办公室曾否认中国大陆存在反台情绪。到2021年12月，中共中央台办表示希望大陆网民“反‘台独’不反台湾”。

## 中國大陸
在台湾统独议题上，中华人民共和国（中国大陆）民众通常与中华人民共和国政府观点一致，认同政治宣传中的两岸同胞、血浓于水，即台湾方面所称的“兩岸一家親”精神。1980年代以来，普遍的支持“和平统一、一国两制”。基于政治上的一个中国政策，台湾民众被定位于台湾同胞。大陆民众亦视为骨肉同胞。
1987年，中華民國政府开放開放兩岸探親。两岸普通民众开始交往后，大陆民众在情感上对台湾民众抱有好感和善意。如“台湾，最美的风景是人”这句话在中国大陆广泛流传。而在中华民国（台湾）长期存在反中共政治传统的背景下，台湾民众普遍存在反陸、仇陸、醜陸情绪。台湾网络、传媒中，对中国大陆民众的整体羞辱亦同样存在。日常生活中，台湾诈骗集团直接侵害和中华人民共和国（包括港澳地区）普通民众的个人利益。种种因素之下，台湾的形象逐渐轉差，对立情绪也由此产生。
随着两岸民众之间的网络交流，自2010年代以后，除普遍存在的反台独情绪外，反台、仇台網上言論中开始萌芽，滋长。中国大陆网络舆论的对解决台湾问题的主张从“和平统一”走向“武统台湾”。同年，台湾《中国时报》发表社论，社论认为“大陆（政府）不会允许民间「反台」情绪泛滥成灾”，但台湾“必须正视大陆社会的「反台」情绪”。同时，指出“台湾人「反中」对大陆来说只是骚扰，大陆人「反台」则会成为台湾的梦魇。”
对于台湾媒体认为中国大陆社会存在反台網上言論的观点，中华人民共和国政府最初持否定态度。2016年6月，中共中央台湾工作办公室发言人安峰山在例行新闻发布会表示，中国大陆民间只有反台独情绪，而无反台情绪。中华人民共和国官方媒体——《环球时报》，则将“孕育”中国大陆民众反台情绪的责任归于主政台湾、新当选中華民國总统的蔡英文以及民进党。2018年12月，中共中央台办发言人马晓光回应吴宝春事件时，认为台海双方网络对立的源头在蔡英文政府。而三立新聞報導則稱”網上反台言論來自中共的輿論引導“。
2021年4月底，在中国大陆面对境外输入新冠病毒压力、台湾爆发华航诺富特酒店群聚感染事件的背景下，福建省人民政府宣布，福建省将于5月10日开设“便捷通道”，台湾人可在无隔离的情况下进入福建，片面恢复小三通。中国大陆网络舆论对福建省政府进行强烈反對。有部分評論認為，中国大陆政府对台工作“不只要面对台湾的反应，更需要同时顾及大陆民众的利益与感受，避免‘仇台’的结打得越来越紧。”
2021年12月15日，中共中央台办发言人马晓光在例行新闻发布会表示，希望中国大陆网民“能提高警惕，掌握政策尺度，绝不上当，绝不被民进党当局和绿营网军带乱节奏。我们在坚决回击煽动两岸同胞仇视对立，鼓吹“台独”的同时，更要注意团结，争取广大台湾同胞，我们要做到反‘台独’不反台湾。”香港01作者视为中华人民共和国政府对「仇台」輿論的正面疏导。